# Ceza Nabarawi
Saiza Nabarawi, ou Ceza Nabarawi, ou Ceza Nabaroui, née Zainab Murad, en 1897, morte en 1985, est une journaliste et militante féministe égyptienne, devenue la  rédactrice en chef de L'Égyptienne.

## Biographie
Saiza Nabarawi est née en 1897, d'un père d'origine turque, au palais Minshawi dans le district de Qurashiyah au Caire, où ce père travaillait. Initialement appelée Zaynab Muhammad Murad, elle est élevée par une cousine sans enfant de sa mère, Adilah Nabarawi, et son mari, Ibrahim Nabarawi, qui changent son nom en Saiza, ou Ceza, Nabarawi. Son arrière-grand-père maternel était un Anglais, venu en Égypte au milieu du XIXe siècle pour la construction de chemin de fer, et qui s'était converti à l'Islam. Le grand-père de sa belle-mère, Ibrahim Nabarawi, était un des premiers étudiants égyptien venu étudier la médecine à Paris, où il a épousé la fille d'un de ses professeurs. La belle-mère de Saiza était née en France. Enfant, Saiza est emmenée à Paris, où vivent ses beaux-parents adoptifs. Elle étudie dans une école religieuse à Versailles puis à Paris. Lorsque sa mère adoptive se suicide, elle est renvoyée, adolescente, âgée de 15 ans, en Égypte et y découvre que ceux qu'elle pensait être ses parents n'étaient pas ses parents biologiques. Mohammed Murad et Fatma Hanim, ses parents biologiques, proposent de l'accueillir. Mais elle préfère vivre avec ses grands-parents maternels, et reprend ses études dans une école française, l'école des Dames de Sion, à Alexandrie. Huda Sharawi, une amie de sa mère adoptive, s'intéresse à la jeune adolescente, et l'aide.
Un acte majeur dans son parcours se produit lorsque son grand-père insiste pour qu'elle porte le traditionnel voile arabe. Elle refuse et porte une casquette de baseball à la place. Mais Huda Shaarawi la persuade de porter le voile. Toutefois, en 1923, à son retour d'une conférence internationale des Femmes, à Rome, elle et Huda Shaarawi décident de retirer leur voile, en public, et descendent l'une et l'autre du train, à la gare du Caire, le visage découvert, sous les applaudissements des militantes féministes venues les accueillir,,.
Nabarawi et Shaarawi sont parmi les fondatrices de l'Union Féministe Égyptienne qui milite pour les droits politiques des femmes Égyptiennes. Ceza Nabarawi devient aussi rédactrice en chef de L'Égyptienne, la revue de cette Union féministe. Sous-titrée « Féminisme, sociologie, art », cette revue veut articuler les revendications des femmes d'Égypte au « mouvement féministe international », en vue de la réalisation d'une « ère de justice et de paix ». Il ne s'agit ni de la première ni de la seule publication féminine d'Égypte. Mais son positionnement intellectuel et politique est significatif. L'emploi de la langue française indique que la revue s'adresse plutôt à la haute société égyptienne et à l'opinion publique européenne,. Elle y écrit ainsi en mars 1925 sur l'impossibilité faite aux journalistes femmes égyptiennes d'assister à la séance inaugurale du parlement égyptien, dans un article intitulé Deux poids, deux mesures : « je souhaite simplement faire entendre ma voix contre l'inégalité de traitement. Je dois préciser que les représentantes de la presse locale sont souvent moins favorisés que certaines femmes étrangères ... Deux poids, deux mesures ! Cela existera toujours aussi longtemps que les hommes règneront ... Est-ce juste que dans cette terre égyptienne ... nos femmes devraient être les dernières à jouir des droits et des prérogatives accordées aux autres ..? »,.
Elle consacre sa vie au militantisme féministe, en écrivant, et en participant à des conférences. Elle s’évertue dans la deuxième partie des années 1940 et  dans les années 1950 a redonner de sa vigueur initiale à l’ Union féministe égyptienne. Elle représente cette Union égyptienne au sein du bureau exécutif de l'Alliance internationale des femmes (AIF, en anglais : International Alliance of Women), lorsque son amie Huda Sharawi souhaite s'en retirer. Lors du congrès de l'IAW à Amsterdam en 1949, elle est élue vice-présidente. Le congrès de l'IAW de 1952, à Naples, inclut une confrontation entre elle et Doria Shafik, venue au nom de son mouvement, l' Union de la Fille du Nil (Bint Al Nil), qu'elle désirait mettre en avant au niveau international en lieu et place de l' Union féministe égyptienne. Ceza Nabarawi intervient également à Naples  contre le colonialisme, réagissant à des interventions émanant de représentantes d'empires coloniaux. L'année suivante, en 1953, elle quitte l'organisation féministe égyptienne qu'elle avait contribué à créer trente ans plus tôt. Elle y était désormais jugée trop à gauche, voire étiquetée communiste. La même année, elle rejoint la Fédération démocratique internationale des femmes (FDIF) (en anglais Women's international democratic federation ou WIDF) en tant que membre individuel. Depuis lors, et jusqu'à sa mort en 1985, elle se focalise contre l'impérialisme, le racisme, la pauvreté, et pour la paix, et la cause palestinienne.

## Hommage et postérité
En 2019 à Genève l'association l'Escouade dans le cadre du projet 100elles* renomme temporairement l'avenue Giuseppe Motta à son nom,.